# 1999年の鉄道
1999年の鉄道（1999ねんのてつどう）とは、1999年（平成11年）に起こった鉄道関係の出来事をまとめたページである。
1998年の鉄道 - 1999年の鉄道 - 2000年の鉄道

## 出来事の一覧

### 1月
- 1月11日
  - 井原鉄道
    - （新線開業） 井原線 総社駅 - 神辺駅 (41.7km)
    - （新駅開業） 総社駅、清音駅、川辺宿駅、吉備真備駅、備中呉妹駅、三谷駅、矢掛駅、小田駅、早雲の里荏原駅、井原駅、いずえ駅、子守唄の里高屋駅、御領駅、湯野駅、神辺駅（井原線）

### 2月
- 2月7日
  - 西日本旅客鉄道
    - （駅移設） 川原石駅（呉線）
- 2月25日
  - 札幌市交通局
    - （延伸開業） 東西線 宮の沢駅 - 琴似駅 (2.8km)
    - （新駅開業） 宮の沢駅、発寒南駅（東西線）

### 3月
- 3月9日
  - 日本貨物鉄道
    - （第二種鉄道事業廃止） 中央本線 飯田町駅 - 代々木駅 (5.7km)
    - （駅廃止） 飯田町駅（中央本線）
- 3月10日
  - 相模鉄道
    - （延伸開業） いずみ野線 いずみ中央駅 - 湘南台駅 (3.1km)
    - （新駅開業） ゆめが丘駅、湘南台駅（いずみ野線）
- 3月12日
  - 東日本旅客鉄道
    - （新駅開業） 前橋大島駅（両毛線 前橋駅 - 駒形駅間）
    - （路線休止） 奥羽本線 天童駅 - 新庄駅 (48.2km)（山形新幹線延伸に伴う改軌工事のため）
- 3月13日
  - 西日本旅客鉄道
    - （接続駅開業） 厚狭駅（山陽新幹線 小郡駅 - 新下関駅間）
    - （駅名改称） 出雲神西駅 ← 出雲大社口駅（山陰本線）
- 3月16日
  - 近畿日本鉄道
    - （ワンマン運転開始） 御所線 尺土駅 - 近鉄御所駅
    - （ワンマン運転開始） 道明寺線 道明寺駅 - 柏原駅
- 3月24日
  - 千葉都市モノレール
    - （延伸開業） 1号線 千葉駅 - 県庁前駅 (1.7km)
    - （新駅開業） 栄町駅、葭川公園駅、県庁前駅（1号線）
- 3月31日
  - 日本貨物鉄道
    - （第二種鉄道事業廃止） 奥羽本線 羽前千歳駅 - 漆山駅 (3.0km)
    - （第二種鉄道事業廃止） 草津線 貴生川駅 - 草津駅 (21.4km)
    - （第二種鉄道事業廃止） 舞鶴線 梅迫駅 - 東舞鶴駅 (18.2km)

### 4月
- 4月1日
  - 西日本旅客鉄道
    - （路線移設） 桜島線 安治川口駅 - 桜島駅（USJ建設のため）
    - （路線延長） 桜島線 (4.1km ← 4.0km)
    - （駅移設） 桜島駅（桜島線）

  - 日本貨物鉄道
    - （第二種鉄道事業廃止） 只見線 会津若松駅 - 西若松駅 (3.1km)
    - （第二種鉄道事業廃止） 会津鉄道会津線 西若松駅 - 湯野上温泉駅 (22.7km)

  - 名古屋鉄道
    - （延伸開業） 美濃町線 新関駅 - 関駅 (0.3km)（手続上は新関駅 - 関駅間線路移設）
    - （新駅開業） 関駅（美濃町線）
    - （路線廃止） 美濃町線 新関駅 - 美濃駅 (6.3km)（手続上は関駅 - 美濃駅間6.0km廃止）
    - （駅廃止） 下有知駅、神光寺駅、松森駅、美濃駅（美濃町線）

  - 長良川鉄道
    - （新駅開業） 関市役所前駅（越美南線 関駅 - 関下有知駅間）
    - （新駅開業） 松森駅（越美南線 関下有知駅 - 美濃市駅間）

  - しなの鉄道
    - （新駅開業） テクノさかき駅（しなの鉄道線 西上田駅 - 坂城駅間）

  - 弘南鉄道
    - （新駅開業） 尾上高校前駅（弘南線 津軽尾上駅 - 田舎館駅間）
- 4月5日
  - 新潟交通
    - （路線廃止） 電車線 東関屋駅 - 月潟駅 (21.6km)
    - （駅廃止） 東関屋駅、東青山駅、平島駅、寺地駅、ときめき駅、焼鮒駅、越後大野駅、黒埼中学前駅、新大野駅、木場駅、板井駅、七穂駅、吉江駅、味方中学前駅、味方駅、白根駅、千日駅、曲駅、月潟駅（電車線）

### 5月
- 5月7日
  - 南海電気鉄道
    - （新駅開業） 交通センター前駅（貴志川線 竈山駅 - 岡崎前駅間）
- 5月10日
  - 名古屋鉄道
    - 特急の「指定席券」を「特別車両券（μ（ミュー）チケット）」に、「指定席車」を「特別車」に、「一般席車」を「一般車」に名称を変更。

### 6月
- 6月1日
  - 上毛電気鉄道
    - （ワンマン運転開始） 上毛線 中央前橋駅 - 西桐生駅

### 7月
- 7月1日
  - 東日本旅客鉄道
    - （路線休止） 奥羽本線 羽前千歳駅 - 天童駅 (8.5km)（山形新幹線延伸に伴う改軌工事のため）

  - 日本貨物鉄道
    - （第二種鉄道事業廃止） 奥羽本線 蔵王駅 - 山形駅 (5.3km)
- 7月2日
  - 西日本旅客鉄道
    - （路線短縮） 山陽新幹線 (営業キロ1196.6km ← 1197.6km・実キロ1069.1km ← 1070.1km)

  - 九州旅客鉄道
    - （路線移設） 鹿児島本線 枝光駅 - 八幡駅
    - （路線短縮） 鹿児島本線 (398.5km ← 399.5km)
    - （新駅開業） スペースワールド駅（鹿児島本線 枝光駅 - 八幡駅間）

### 8月
- 8月1日
  - 大井川鐵道
    - （路線愛称使用開始） 南アルプスあぷとライン（大井川鐵道井川線 千頭駅 - 井川駅）
- 8月7日
  - 会津鉄道
    - （新駅開業） あまや駅（会津線 門田駅 - 芦ノ牧温泉駅間）
- 8月22日
  - 北海道旅客鉄道
    - （高架化） 札沼線 新川駅 - 新琴似駅
- 8月29日
  - 横浜市交通局
    - （延伸開業） 1号線 戸塚駅 - 湘南台駅 (7.4km)
    - （新駅開業） 踊場駅、中田駅、立場駅、下飯田駅、湘南台駅（1号線）
    - （駅名改称） 北新横浜駅 ← 新横浜北駅（3号線。新横浜駅との混乱防止のため）

### 9月
- 9月1日
  - ソウル特別市地下鉄公社
    - （営業休止） 合井駅（折り返し設備撤去のため。同年11月15日まで。）

### 10月
- 10月1日
  - 九州旅客鉄道
    - （電化） 豊肥本線 肥後大津駅 - 熊本駅 (22.6km・交流20,000V)
    - （ワンマン運転開始） 鹿児島本線 銀水駅 - 八代駅
- 10月2日
  - 西日本旅客鉄道
    - （電化） 舞鶴線 綾部駅 - 東舞鶴駅 (26.4km・直流1500V)
- 10月4日
  - 蒲原鉄道
    - （路線廃止） 蒲原鉄道線 村松駅 - 五泉駅 (4.2km)
    - （駅廃止） 村松駅、今泉駅、五泉駅（蒲原鉄道線）
- 10月6日
  - 仁川広域市地下鉄公社
    - （新線開業） 仁川地下鉄1号線 朴村駅 - 東幕駅
    - （新駅開業） 朴村駅、林鶴駅、桂山駅、京仁教大入口駅、鵲田駅、葛山駅、富平区庁駅、富平市場駅、富平駅、東樹駅、富平サムゴリ駅、間石オゴリ駅、仁川市庁駅、芸術会館駅、仁川ターミナル駅、文鶴競技場駅、仙鶴駅、新延寿駅、源仁斎駅、東春駅、東幕駅（1号線）
- 10月14日
  - 九州旅客鉄道
    - （ワンマン運転開始） 日豊本線 柳ヶ浦駅 - 佐伯駅

### 11月
- 11月16日
  - ソウル特別市地下鉄公社
    - （営業再開） 合井駅（折り返し設備撤去のため同年9月1日から休止）
- 11月22日
  - ソウル特別市地下鉄公社
    - （運転再開） 2号線 堂山駅 - 合井駅（堂山鉄橋架け替え工事のため1996年12月31日から運休）
- 11月25日
  - 東武鉄道
    - （新駅開業） 新鎌ヶ谷駅（野田線 六実駅 - 鎌ヶ谷駅間）

### 12月
- 12月4日
  - 東日本旅客鉄道
    - （延伸） 山形新幹線 山形駅 - 新庄駅 (61.5km)
    - （延伸） 山形線 山形駅 - 新庄駅 (61.5km)
    - （改軌） 奥羽本線 山形駅 - 新庄駅 (1435mm ← 1067mm)
    - （駅名改称） さくらんぼ東根駅 ← 蟹沢駅（奥羽本線）
    - （駅名改称） 村山駅 ← 楯岡駅（奥羽本線）
    - （駅名改称） 赤倉温泉駅 ← 羽前赤倉駅、最上駅 ← 羽前向町駅、瀬見温泉駅 ← 瀬見駅（陸羽東線）
    - （信号場廃止） 金谷信号場、鳥越信号場（奥羽本線）

  - 東海旅客鉄道
    - （ワンマン運転開始） 御殿場線 国府津駅 - 沼津駅（一部のみ）
    - （ワンマン運転開始） 高山本線 美濃太田駅 - 高山駅
    - （ワンマン運転開始） 身延線 富士駅 - 甲府駅（一部除く）
- 12月5日
  - バンコク・スカイトレイン
    - （新線開業） スクムウィット線 モーチット駅 - オンヌット駅 (16.8km)
    - （新線開業） シーロム線 サナームキラーヘンチャート駅 - サパーンタークシン駅 (7.5km)
- 12月7日
  - 仁川広域市地下鉄公社
    - （延伸開業） 仁川地下鉄1号線 橘峴駅 - 朴村駅
    - （新駅開業） 橘峴駅
- 12月11日
  - 九州旅客鉄道
    - （複線化） 筑肥線 今宿駅 - 周船寺駅
- 12月19日
  - 東京都交通局
    - （運転休止） 上野懸垂線 上野動物園東園駅 - 上野動物園西園駅（車両・設備更新のため。2001年5月30日まで）
- 12月22日
  - 西日本鉄道
    - （駅廃止） 黒崎車庫前停留場（北九州本線）

## 主なダイヤ改正

### 2月
- 2月7日
  - 西日本旅客鉄道
- 2月27日
  - 相模鉄道
    - 快速を新設。

### 3月
- 3月13日
  - 東日本旅客鉄道・東海旅客鉄道・西日本旅客鉄道・四国旅客鉄道・九州旅客鉄道
- 3月16日
  - 東武鉄道
    - 急行「りょうもう」を特急に格上げ。

### 5月
- 5月10日
  - 西日本旅客鉄道
  - 名古屋鉄道

### 7月
- 7月16日
  - 東日本旅客鉄道
    - 寝台特急「カシオペア」運転開始。「北斗星」1往復を臨時化。
- 7月17日
  - 小田急電鉄
- 7月31日
  - 京成電鉄
  - 京浜急行電鉄

### 10月
- 10月1日
  - 九州旅客鉄道
    - 特急「有明」の豊肥本線直通が再開。
- 10月2日
  - 東海旅客鉄道・西日本旅客鉄道

### 12月
- 12月4日
  - 東日本旅客鉄道・東海旅客鉄道・西日本旅客鉄道・九州旅客鉄道
  - 名古屋鉄道

## 災害・不通・事故・事件など

### 2月
- 2月21日
  - 東日本旅客鉄道
    - （事故） 山手線（山手貨物線） 五反田駅 - 目黒駅間で、保線作業中の作業員が臨時回送列車に撥ねられ死亡。

### 3月
- 3月7日
  - 大井川鐵道
    - （運転再開） 井川線 接岨峡温泉駅 - 井川駅（災害のため前年10月18日から不通だった）

### 6月
- 6月27日
  - 西日本旅客鉄道
    - （事故） 山陽新幹線 福岡トンネル（小倉駅 - 博多駅間）内を走行中の「ひかり（ウエストひかり）315号」に、トンネルのコンクリート塊が落下し、緊急停止（福岡トンネルコンクリート塊落下事故）。

  - 近畿日本鉄道
    - （災害・不通） 道明寺線 道明寺駅 - 柏原駅（大雨による線路障害発生のため）

### 7月
- 7月7日
  - 近畿日本鉄道
    - （運転再開） 道明寺線 道明寺駅 - 柏原駅（大雨による線路障害のため6月27日から不通だった）

### 9月
- 9月29日
  - 西日本旅客鉄道・九州旅客鉄道
    - （事件） 山陽本線下関駅構内で無差別殺人事件発生（下関通り魔殺人事件）

## 鉄道車両

### 運転開始・運転終了・さよなら運転

#### 1月
- 1月11日
  - 井原鉄道
    - （運転開始） IRT355形（井原線・福塩線 総社駅 - 神辺駅 - 福山駅）

#### 3月
- 3月13日
  - 東海旅客鉄道・西日本旅客鉄道
    - （運転開始） 700系（東海道新幹線 東京駅 - 新大阪駅 - 山陽新幹線 博多駅(「のぞみ」のみ)）
- 3月27日
  - （運転開始） 209系950番台（中央・総武緩行線 立川駅 - 三鷹駅 - 千葉駅）

#### 4月
- 4月5日
  - 遠州鉄道
    - （運転開始） 2000形電車（鉄道線 新浜松駅 - 西鹿島駅）
- 4月16日
  - 東京急行電鉄
    - （運転開始） 3000系（東横線 渋谷駅 - 桜木町駅）
- 4月29日
  - 東日本旅客鉄道
    - （運転開始） C57 180・12系（臨時快速「SLばんえつ物語号」）

  - 西日本旅客鉄道
    - （運転開始） DE10形・12系・24系（臨時快速「きのくにシーサイド」）

#### 5月
- 5月6日
  - 東海旅客鉄道
    - （運転開始） 313系1000番台（中央本線(中央西線)) 名古屋駅 - 中津川駅）
    - （運転開始） 313系3000番台（中央本線(中央西線)・篠ノ井線 中津川駅 - 塩尻駅 - 松本駅）
- 5月10日
  - 西日本旅客鉄道
    - （運転開始） 223系2500番台（「紀州路快速」）
- 5月11日
  - 西日本旅客鉄道
    - （運転開始） 221系（福知山線(JR宝塚線) 尼崎駅 - 篠山口駅）

#### 6月
- 6月1日
  - 東海旅客鉄道
    - （運転開始） 313系3000番台（御殿場線 国府津駅 - 沼津駅/身延線 富士駅 - 甲府駅）
- 6月27日
  - 札幌市交通局
    - （さよなら運転・運転終了） 2000形（南北線 麻生駅 - 真駒内駅）

#### 7月
- 7月11日
  - 東京急行電鉄
    - （運転開始） 300系（世田谷線 三軒茶屋駅 - 下高井戸駅）
- 7月12日
  - 東海旅客鉄道
    - （運転開始） 313系0番台（東海道本線 豊橋駅 - 米原駅/大垣駅 - 美濃赤坂駅）
- 7月16日
  - 東日本旅客鉄道
    - （運転開始） E26系（臨時寝台特急「カシオペア」）
- 7月31日
  - 東京急行電鉄
    - （運転終了） 7000系（こどもの国線 長津田駅 - こどもの国駅）

#### 8月
- 8月1日
  - 横浜高速鉄道
    - （運転開始） Y000系（東急こどもの国線 長津田駅 - こどもの国駅）

#### 9月
- 9月18日
  - 東海旅客鉄道
    - （運転終了） 0系（東海道新幹線 東京駅 - 新大阪駅）

#### 10月
- 10月1日
  - 九州旅客鉄道
    - （運転開始） 815系（鹿児島本線 鳥栖駅 - 銀水駅 - 八代駅/日豊本線 中津駅 - 佐伯駅/豊肥本線 肥後大津駅 - 熊本駅）

  - 豊肥本線高速鉄道保有
    - （運転開始） 815系（鹿児島本線 鳥栖駅 - 銀水駅 - 八代駅/豊肥本線 肥後大津駅 - 熊本駅）

#### 11月
- 11月28日
  - 東京都交通局
    - （さよなら運転・運転終了） 6000形（都営三田線 三田駅 - 西高島平駅）

#### 12月
- 12月4日
  - 東日本旅客鉄道
    - （運転開始） 209系1000番台（常磐緩行線・営団地下鉄千代田線 取手駅 - 綾瀬駅 - 代々木上原駅）
    - （運転開始） 701系（快速「こまくさ」）
    - （運転終了） キハ28形・キハ58形（快速「月山」）
    - （運転終了） 485系（特急「こまくさ」）

  - 東海旅客鉄道
    - （運転開始） 313系8000番台（「セントラルライナー」・中央本線(中央西線) 名古屋駅 - 中津川駅 - 南木曽駅）
    - （運転開始） 373系・383系（「セントラルライナー」）

  - 西日本旅客鉄道
    - （運転開始） キハ65形「エーデル北近畿」（急行「だいせん」）
    - （運転終了） DD51形・12系・14系15形（急行「だいせん」）
    - （運転終了） キハ58系6000番台（急行「たかやま」）

### 新系列・新形式
- 東日本旅客鉄道
  - E751系電車
  - E26系客車
- 東海旅客鉄道
  - 313系電車
- 九州旅客鉄道
  - 815系電車
  - 303系電車
- 日本貨物鉄道
  - トキ25000形貨車
- 豊肥本線高速鉄道保有
  - 815系電車
- 東京急行電鉄
  - 3000系電車 (2代)
  - 300系電車
- 横浜高速鉄道
  - Y000系電車
- 南海電気鉄道
  - 31000系電車
- 名古屋鉄道
  - 1600系電車
- 遠州鉄道
  - 2000形電車
- 井原鉄道
  - IRT355形気動車
- 京福電気鉄道
  - モハ5001形電車
- 広島電鉄
  - 5000形電車
- 広島高速交通
  - 1000系電車
- 長崎電気軌道
  - 1700形電車
- 仁川広域市地下鉄公社
  - 1000系電車

### 譲渡形式
- 上毛電気鉄道←京王電鉄
  - 700型電車
- 松本電気鉄道←京王電鉄
  - 3000形電車
- 総武流山電鉄←西武鉄道
  - 3000形電車
- 会津鉄道
  - AT-300形気動車

### 消滅形式
- 東日本旅客鉄道
  - E991系電車「TRY-Z」（試験車、試験終了にともなう消滅）
- 日本貨物鉄道
  - ホキ2500形貨車
  - ホキ7600形貨車
- 札幌市交通局（札幌市営地下鉄）
  - 2000形電車
- 新潟交通
  - モハ2220形電車、モハ10・18・19・20・24形電車、クハ45形電車、モワ51形電車、キ100形貨車（路線の廃止にともなう消滅）
- 蒲原鉄道
  - モハ31形電車、モハ41形電車、モハ61形電車、モハ71形電車、クハ10形電車、ED1形電気機関車（路線の廃止にともなう消滅）
- 東京都交通局
  - 6000形電車（都営地下鉄）
- 東京急行電鉄
  - 7000系電車 (初代)
- 銚子電気鉄道
  - デハ100形電車、デハ500形電車
- 名古屋市交通局
  - 250形電車
  - 700形電車
- 相模鉄道
  - 3000系電車
- 上毛電気鉄道
  - 300型電車
- 大井川鉄道
  - 1000系電車
- 高松琴平電気鉄道
  - 2000形電車

### 受賞
- ブルーリボン賞：西日本旅客鉄道・東海旅客鉄道 285系電車
- ローレル賞：スカイレールサービス200形

### その他
- 4月18日
  - 群馬県碓氷郡（現:安中市）に碓氷峠鉄道文化むらが開園。